# Kharkiv Morozov
La Kharkiv Morozov Machine Building Design Bureau (in ucraino Харківське Конструкторське Бюро з Машинобудування ім. О.О. Морозова, sigla ХКБМ?, Charkivs'ke Konstruktors'ke Bjuro z Mašinobuduvannja im. O.O. Morozova, sigla ChKBM, letteralmente Ufficio di Progettazione di Ingegneria Meccanica di Charkiv "Morozov"), più spesso nota soltanto come Kharkiv Morozov, è un'azienda statale ucraina sita a Charkiv dedita alla progettazione di carri armati e altri veicoli militari per le forze armate ucraine.
Fondata nel 1927 come studio di progettazione carri della Fabbrica di Locomotive di Kharkov (KhPZ, oggi Stabilimento Malyšev), sviluppò gran parte dei corazzati sovietici degli anni 30, come il T-24 e la serie BT. Nel 1937 ne assunse la guida l'ingegnere Aleksandr Morozov, progettista del celebre T-34, a cui fu successivamente dedicata. L'azienda fu anche responsabile dello sviluppo dei successivi T-44, T-54/55 e T-64.
Dopo l'indipendenza dell'Ucraina lo studio ha progettato diversi veicoli attualmente in servizio nell'esercito ucraino, come il BTR-4 "Bucefalo", la Dozor-B e il T-84 "Oplot".